# 44-я истребительная авиационная дивизия
 44-я истреби́тельная авиацио́нная диви́зия  (44-я иад) — авиационное воинское соединение истребительной авиации Вооружённых сил СССР в Великой Отечественной войне.

## История дивизии
44-я истребительная авиационная дивизия сформирована 25 июля 1940 года на основании Постановления Совета Народных Комиссаров СССР.
С началом войны принимала участие в боевых действиях в составе ВВС Юго-Западного фронта. С 25 августа 1941 года вошла в состав ВВС 6-й армии Южного фронта. В состав дивизии 1 ноября 1941 года вошли полки бомбардировочной авиации и она получила наименование 44-я смешанная авиационная дивизия. В последующем опять переименована в 44-ю истребительную авиационную дивизию. 18 февраля 1942 года 44-я истребительная авиационная дивизия обращена на формирование ВВС 6-й армии.

## В действующей армии
В составе действующей армии:
- с 22 июня 1941 года по 18 февраля 1942 года.

## Состав дивизии
На 22 июня 1941 года
Управление — Умань
88-й истребительный авиационный полк — Винница, Бухоники (ныне Бохоники)
248-й истребительный авиационный полк (в стадии формирования) — Умань/Винница
249-й истребительный авиационный полк (в стадии формирования) — Тульчин
252-й истребительный авиационный полк (в стадии формирования) — Умань//Винница
| Части                                                                            | Период                     |
| -------------------------------------------------------------------------------- | -------------------------- |
| 88-й истребительный авиационный полк                                             | 25.07.1940 г. — 01.09.1941 |
| 166-й истребительный авиационный полк                                            | 08.10.1940 — 27.05.1941    |
| 165-й истребительный авиационный полк                                            | 24.07.1940 — 15.06.1941    |
| 248-й истребительный авиационный полк                                            | 05.1941 — 30.07.1941       |
| 249-й истребительный авиационный полк                                            | 15.05.1941 — 27.09.1941    |
| 252-й истребительный авиационный полк                                            | 01.05.1941 — 26.06.1941    |
| 181-й истребительный авиационный полк                                            | 24.08.1941 — 07.09.1941    |
| 23-й истребительный авиационный полк                                             | 05.09.1941 — 18.02.1942    |
| 92-й истребительный авиационный полк                                             | 01.11.1941 — 18.02.1942    |
| 186-й истребительный авиационный полк                                            | 20.12.1941 — 18.02.1942    |
| 296-й истребительный авиационный полк                                            | 22.01.1942 — 18.02.1942    |
| Отдельная истребительная авиационная эскадрилья 44-й иад (из состава 271-го иап) | 09.1941 — 01.11.1941       |

## В составе соединений и объединений
| Дата            | Фронт (округ)                 | Армия         | Корпус | Примечания      |
| --------------- | ----------------------------- | ------------- | ------ | --------------- |
| 08.1940 года    | Киевский особый военный округ | ВВС округа    | -      | -               |
| 22.06.1941 года | Юго-Западный фронт            | ВВС фронта    | -      | -               |
| 01.07.1941 года | Южный фронт                   | ВВС фронта    | -      | -               |
| 14.07.1941 года | Юго-Западный фронт            | ВВС фронта    | -      | -               |
| 25.08.1941 года | Южный фронт                   | ВВС 6-й армии | -      | -               |
| 01.10.1941 года | Юго-Западный фронт            | ВВС 6-й армии | -      | -               |
| 18.02.1942 года | Юго-Западный фронт            | ВВС 6-й армии | -      | переформирована |

## Командиры дивизии
| Звание    | Имя                          | Период                  | Примечание |
| --------- | ---------------------------- | ----------------------- | ---------- |
| Полковник | Зеленцов Виктор Владимирович | 01.08.1940 — 01.12.1940 |            |
| Полковник | Забалуев Вячеслав Михайлович | 28.03.1941 — 18.02.1942 |            |

## Участие в операциях и битвах
- Приграничные сражения — с 22 июня 1941 года по 29 июня 1941 года
- Киевская операция[4] — с 25 июля 1941 года по 10 сентября 1941 года.
- Донбасская операция — с 29 сентября 1941 года по 4 ноября 1941 года

## Базирование дивизии
Дивизия базировалась до 22 июня 1941 года в Умани.

## Отличившиеся воины дивизии
- Бирюков Борис Васильевич, лейтенант, командир эскадрильи 92-го истребительного авиационного полка 44-й истребительной авиационной дивизии Военно-Воздушных Сил 6-й армии Юго-Западного фронта Указом Президиума Верховного Совета СССР от 20 ноября 1941 года удостоен звания Герой Советского Союза. Золотая Звезда № 663.
- Васильев Борис Михайлович, военный комиссар эскадрильи при управлении 44-й истребительной авиационной дивизии Военно-Воздушных Сил 6-й армии Юго-Западного фронта, удостоен звания Герой Советского Союза Указом Президиума Верховного Совета СССР 20 ноября 1941 года. Золотая Звезда № 643.
- Локтионов Андрей Фёдорович, капитан, командир эскадрильи 249-го истребительного авиационного полка 44-й истребительной авиационной дивизии Военно-Воздушных Сил 6-й армии Южного фронта Указом Президиума Верховного Совета СССР от 20 ноября 1941 года удостоен звания Герой Советского Союза. Золотая Звезда № 688.
- Коцеба Григорий Андреевич, лейтенант, командир звена 3-й эскадрильи 271-го истребительного авиационного полка ВВС Северо-Кавказского военного округа, вошедшей в состав 44-й истребительной авиационной дивизии в качестве отельной истребительной авиационной эскадрильи, Указом Президиума Верховного Совета СССР от 20 ноября 1941 года за образцовое выполнение боевых заданий командования на фронте борьбы с немецко-фашистскими захватчиками и проявленные при этом мужество и героизм присвоено звание Героя Советского Союза с вручением ордена Ленина и медали «Золотая Звезда» (№ 641)
- Перепелица Александр Михайлович, младший лейтенант, командир звена отдельной истребительной авиационной эскадрильи 44-й истребительной авиационной дивизии Военно-Воздушных Сил 6-й армии Юго-Западного фронта Указом Президиума Верховного Совета СССР от 20 ноября 1941 года удостоен звания Герой Советского Союза. Золотая Звезда № 661.
- Степанов Арсений Иванович, сержант, лётчик 92-го истребительного авиационного полка 44-й истребительной авиационной дивизии Военно-Воздушных Сил 6-й армии Юго-Западного фронта Указом Президиума Верховного Совета СССР от 20 ноября 1941 года удостоен звания Герой Советского Союза. Золотая Звезда № 642.
- Фаткулин Фарит Мухаметзянович, капитан, командир эскадрильи при управлении 44-й истребительной авиационной дивизии Военно-Воздушных Сил 6-й армии Юго-Западного фронта Указом Президиума Верховного Совета СССР от 20 ноября 1941 года удостоен звания Герой Советского Союза. Золотая Звезда № 564.
- Чистяков Евгений Михайлович, младший лейтенант, заместитель командира эскадрильи 92-го истребительного авиационного полка 44-й истребительной авиационной дивизии Военно-Воздушных Сил 6-й армии Юго-Западного фронта Указом Президиума Верховного Совета СССР от 20 ноября 1941 года удостоен звания Герой Советского Союза. Золотая Звезда № 678.